# Organisation d'Union Sociale des Haitiens à Suriname
De Organisation d'Union Sociale des Haitiens à Suriname (OUSHS) is een Surinaamse organisatie van Haïtiaanse Surinamers.
De organisatie werd op 23 september 2023 officieel gepresenteerd aan het publiek in de Kwatta Sporthal in Paramaribo. Onder de aanwezigen bevonden zich vicepresident Ronnie Brunswijk, assembléelid Asis Gajadien en vertegenwoordigers van het Haïtiaanse consulaat in Paramaribo en andere organisaties.
De presentatie was tijdens de herdenking van 46 jaar Haïtiaanse immigratie in Suriname. Officieel viel die dag weliswaar op 14 juli, omdat op die datum in 1977 de eerste Haïtianen in Suriname aankwamen. De viering werd echter wegens omstandigheden uitgesteld naar 23 september. Tijdens de viering stond de Haïtiaanse cultuur in het middelpunt met culinaire specialiteiten, keurrijke klederdracht en optredens met zang en dans. De organisatie is van plan om meerdere keren per jaar activiteiten te organiseren.
Geestelijke leiders en jongeren namen het initiatief voor de OUSHS. Marjorie Simon is de eerste voorzitter.